# Oreille absolue

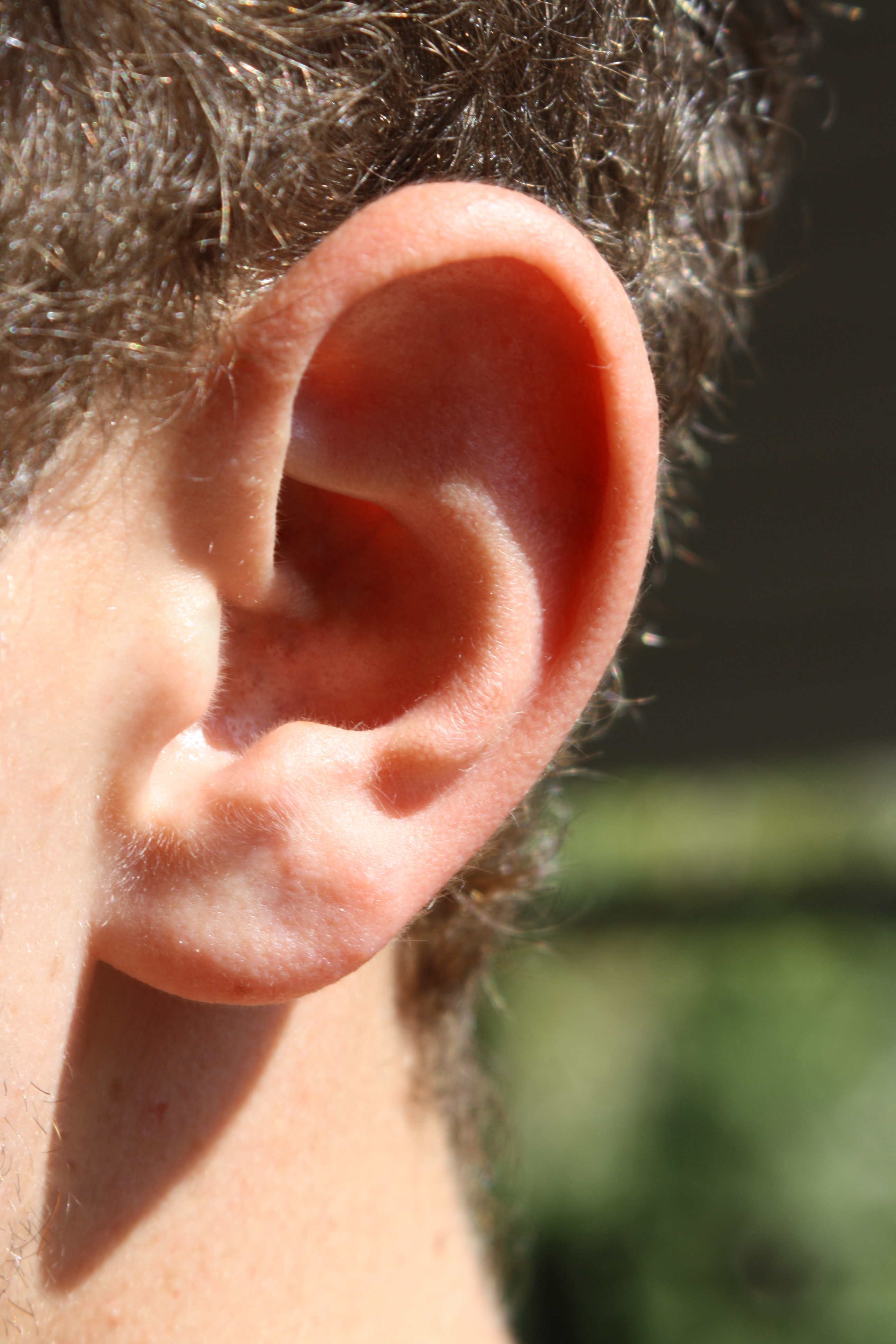
Malgré son nom, l'oreille absolue a plus à voir avec les capacités cognitives qu'avec l'oreille elle-même

Pour les articles homonymes, voir Absolu.
L'oreille absolue est l’aptitude à reconnaître, à l'écoute d'un son, les hauteurs absolues correspondantes sans référence auditive préalable.
L'oreille relative consiste en la capacité à reconnaître les notes à partir d'une hauteur de référence. L'oreille relative implique une mémoire à long terme des intervalles musicaux,[réf. nécessaire] et l'oreille absolue implique une mémoire à long terme des hauteurs absolues (fréquences).

## Définition
L’oreille absolue est la faculté de reconnaître (savoir nommer), à l'écoute d'un son, une ou plusieurs notes sans avoir eu besoin d'entendre au préalable une note identifiée servant de référence. Cette faculté est associée à une perception fine de la justesse.
Elle est liée à une capacité de discrimination fine des fréquences fondamentales, liée à l’activité des cellules ciliées externes de l’oreille interne, et à une mémoire sonore développée. Elle implique que tout l'apprentissage musical ait été effectué avec une référence (diapason) précise et invariable[réf. nécessaire]. Elle implique aussi une liaison entre les fonctions cérébrales liées à l'audition et celles liées au langage, qui permettent de donner un nom à ces sons.
L’oreille absolue nécessite une très bonne mémoire auditive, développée par un apprentissage musical précoce et prolongé comportant une référence tonale stable, et des catégories précises de hauteur. Il semble que cet apprentissage n'ait existé, avec ces caractéristiques, que dans la musique occidentale, avec son insistance particulière sur la hauteur des sons musicaux et le solfège. Le concept d'oreille absolue peut avoir peu de sens dans les civilisations musicales fondées sur d'autres bases.

## Distinctions
On distingue, selon une terminologie anglo-saxonne encore peu employée en France, deux catégories d'oreille absolue : l'une passive, l'autre active.

### Oreille absolue passive
Les personnes possédant une oreille absolue dite « passive » sont capables d'identifier individuellement chaque note qu'elles entendent, sans référence préalable, mais non de chanter avec justesse une note demandée.

### Oreille absolue active
Les personnes possédant une oreille absolue dite « active » peuvent chanter avec une extrême justesse une note donnée. Elles sont, par ailleurs, capables d'identifier et de nommer une note écoutée mais aussi de signaler si celle-ci est un peu trop haute ou basse selon le diapason de référence. Néanmoins des musiciens avec beaucoup de pratique et d'expérience sont également capables de ce dernier point, notamment les compositeurs et chefs d'orchestre.
En réalité, cette distinction fait appel aux capacités vocales, dont l’apprentissage est très différent. Elle est d’origine anglo-saxonne, et présente peu d’intérêt pratique. Elle n’est guère employée, et ne l’a jamais été en France.
On peut supposer que certaines personnes possédant une oreille absolue ne sont pas musiciennes. Néanmoins, une éducation musicale est nécessaire pour le développement complet du potentiel auditif des personnes dotées de cette faculté.
Comme la capacité intellectuelle, la capacité à reconnaître les notes instantanément peut varier selon l'âge ou le moment de la journée. Une personne ayant l'oreille absolue ne reconnaîtra pas les notes aussi facilement à la fin d'une grosse journée de travail que le matin, lorsqu'elle est fraîche et en forme.

## Fonctionnement
L'audition et la distinction des fréquences sont faites au niveau de l'oreille interne dans le limaçon (plus précisément dans l'organe de Corti) mais l'identification de la note, c'est-à-dire l'attribution d'un nom et d'une étiquette, est une activité de la partie droite du cerveau. Elle peut s'effectuer ou bien en référence à une note de base (le diapason), l'identification relative, ou sans avoir besoin de réentendre cette note de référence, l'identification absolue. La capacité d'identifier et de nommer correctement une note sans note de référence demande donc une bonne audition, une bonne capacité de mémorisation et une bonne communication entre la partie droite et la partie gauche du cerveau.
Plusieurs hypothèses ont été émises sur l'origine de cette capacité particulière. S'agirait-il d'une plus grande facilité de communication entre les lobes ou d'un meilleur développement du lobe gauche ? Des études semblent prouver que le système auditif d'une personne possédant l'oreille absolue est en tout point identique à celui d'une personne normale.

## Avantages et inconvénients

### Problème du diapason
Il est cependant nécessaire de préciser que les musiciens dotés de l'oreille absolue, active comme passive, peuvent être désavantagés lorsqu'il s'agit, comme c'est le cas au cours d'examens dans les écoles de musique et conservatoires, de prendre une « dictée musicale » dans laquelle le diapason change. En effet, le diapason de référence étant le la dit « la 440 » (442 pour l'orchestre), c'est-à-dire une fréquence de 440 Hz (442 Hz pour l'orchestre), lorsque, par exemple, un morceau de musique baroque en « la 415 » est donné en dictée, l'oreille absolue se retrouve en décalage par rapport aux sons émis. Dans ce cas, elle ne sert plus à rien et constitue même un handicap pour le musicien. Dans tous les autres cas de dictée où le diapason à 440 Hz est respecté, l'oreille absolue est un avantage immense.
Il est à noter que la pratique d'un instrument transpositeur (un instrument qui demande de jouer une note et qui produit une fréquence correspondant à une autre note, pratique très courante pour les instruments à vent, comme jouer un doigté de do sur une clarinette en la revient à faire entendre un la) peut être gênante pour le musicien possédant l'oreille absolue puisqu'il s'entend jouer des notes différentes de celles qu'il a en tête ou sur la partition.
Un autre inconvénient, plutôt d'ordre social, est l'incapacité de supporter un morceau à la justesse approximative, ce qui peut faire croire à une certaine prétention ou à une certaine arrogance. Cela concerne plus généralement toute personne ayant eu une oreille, même relative, formée à la justesse.

### Avantages
Indépendamment des problèmes de diapason, l'oreille absolue est un avantage indéniable pour un autre type d'exercice musical. En effet, l'exercice de la dictée atonale, où les notes s'enchaînent sans lien de cohérence, avantage fortement les possesseurs d'une oreille absolue, qui peuvent noter chaque note indépendamment des autres et donc ne se « perdent » pas dans ce type d'exercice, où les possesseurs d'oreille relative sont très vite désarçonnés. Ce type de dictée est justement utilisé dans les examens d'écoles de musique et de conservatoires pour détecter les élèves qui peuvent suivre et noter en dehors de tout repère et donc sont dotés d'une oreille absolue.
Certains musiciens notables récents ont une oreille absolue, c'est le cas de Lady Gaga, mais aussi de Michael Jackson ou Mariah Carey.
Ainsi l'oreille absolue est particulièrement utile pour des activités telles la direction d'orchestre ou la pratique d'un instrument non tempéré. Néanmoins, ce n'est pas une nécessité pour être un bon musicien.
Ron Gorow (Hearing and Writing Music, September Publishing, 2002) dit même à ce sujet que « si vous avez l'oreille absolue, Dieu vous bénisse. Sinon, ne vous en inquiétez pas. Procurez-vous un diapason […] et au travail ! Ne gaspillez pas votre argent en méthodes vous promettant la capacité d'identifier les tons. Elles sont sans récompense autre qu'impressionner vos amis. »

## Origine
L'oreille absolue aurait une origine à la fois génétique et environnementale.

### Facteurs environnementaux
L'oreille absolue pourrait être atteinte par tout être humain pendant une période critique du développement auditif,, après laquelle  les stratégies cognitives favorisent le traitement global et relationnel des notes. Les partisans de la théorie de la période critique s'accordent à dire que la présence d'une aptitude absolue à la hauteur des sons dépend de l'apprentissage, mais il y a désaccord sur la question de savoir si l'entraînement entraîne l'apparition d'aptitudes absolues,,, ou le manque d'entraînement fait que la perception absolue est submergée et oblitérée par la perception relative des intervalles musicaux,.
Selon Diana Deutsch (in WARD et al.), professeur de psychologie de l’Université de Californie à San Diego, les Chinois auraient une probabilité plus élevée d’avoir l’oreille absolue que les Américains. L’étude portait sur des étudiants en première année d’un conservatoire de musique à Pékin, qui parlaient le mandarin, comparés aux étudiants de l'École de musique Eastman de Rochester (États-Unis) qui parlaient l’anglais. Les tests avaient notamment indiqué que pour ceux qui avaient commencé leur éducation musicale à l’âge de quatre ou cinq ans, près de 60 % des sujets chinois avaient l’oreille absolue mais seulement 14 % des sujets américains. Les chiffres étaient de 42 % et 0 %, respectivement, si l’éducation musicale n’avait commencé qu’à l’âge de huit ou neuf ans. La raison de cette disparité tient sans doute au fait que le mandarin est, contrairement à l’anglais, une langue tonale, et le sens d’un mot peut donc varier selon le ton employé. L’étude suggère également que la capacité à acquérir l’oreille absolue serait universelle à la naissance.
Dans le monde, seule une personne sur dix mille aurait l'oreille absolue, qui nécessiterait selon certains un entraînement pour ne pas la perdre,,.
Ainsi, l’environnement, à la naissance et pendant les premières années de la vie, jouerait un rôle essentiel dans l’apparition de ce don. Pour qu’il apparaisse dans sa plénitude, il est presque indispensable que, très tôt, l’entourage musical de l’enfant lui rende agréable et facile la pratique assidue d'un exercice musical, comportant en outre l'attribution d'un nom à chaque sonorité entendue, c'est-à-dire l'emploi d'un solfège, tel celui qui est pratiqué dans la musique occidentale.
L'oreille absolue subit souvent une dérive avec l'âge, lié au vieillissement normal de l'audition. Les sons sont perçus parfois de plus en plus graves, ce qui génère un décalage entre les sons et le nom des notes correspondantes.

### Hérédité
Il n'y a pas de lien de parenté prouvé qui soit à l'origine d'une quelconque oreille absolue. Cependant, il arrive souvent que des frères et sœurs aient l'oreille absolue, ou bien plus rarement, une famille entière.
Un ou plusieurs locus génétiques pourraient affecter la capacité de hauteur absolue, une prédisposition à l'apprentissage de cette capacité ou signaler la probabilité de son apparition spontanée,,.
Il y a une vingtaine d’années, un auteur américain, J. Profita, observa en étudiant des familles de musiciens que la transmission de cette particularité auditive s’effectuait selon une des lois de la génétique tout à fait classique : la dominance autosomale récessive à faible pénétrance[pas clair].
Ce don inné comporte une possibilité de discrimination des fréquences sonores à la fois très fine et très rapide. Chez le sujet jeune, il s’objective par la mesure du taux plus ou moins élevé des otoémissions (quand un son pénètre dans l'oreille interne, les cellules ciliées externes entrent en mouvement et génèrent un bruit enregistrable quelques millisecondes après ce même son qui l'a engendré). Ce taux est significativement plus élevé chez les musiciens professionnels ayant l’oreille absolue.[réf. nécessaire] Mais la mesure de ce taux, assez simple à réaliser, s’abaisse physiologiquement avec l’âge. Une importante mémoire auditive est également nécessaire ; son origine génétique est vraisemblable, mais n’est pas sûrement démontrée.
Ces notions récentes expliquent pourquoi cette particularité se rencontre souvent dans des familles de musiciens, notamment professionnels (Bach, Léopold et Wolfgang Amadeus Mozart, etc.).

### Expérimentation et développement chez l'adulte
Le psychologue soviétique Alexis Leontiev (1903-1979) a émis l'hypothèse, à partir de travaux réalisés auprès de blessés de la  Seconde Guerre mondiale, que l'oreille absolue peut s'acquérir en combinant un apprentissage vocal et auditif. L'effort musculaire réalisé par l'appareil phonatoire au moment de la reproduction d'un son est mémorisé. et lorsqu'un son est entendu, la personne tente alors de reproduire mentalement l'effort nécessaire pour l'émettre, ce qui lui permet ensuite de dire quelle est sa hauteur. D'après les expériences réalisées, de nombreuses personnes seraient ainsi parvenues à acquérir cette fameuse oreille absolue.[réf. nécessaire]
Depuis plus d'un siècle, les chercheurs tentent d'enseigner la capacité de hauteur absolue en laboratoire, et divers cours commerciaux d'entraînement à la hauteur absolue ont été offerts au public depuis le début des années 1900. En 2013, des expérimentateurs ont rapporté que des hommes adultes qui prenaient l'antiépileptique valproate (VPA) « ont appris à identifier les pas significativement mieux que ceux qui prenaient le placebo — preuve que le VPA facilitait l'apprentissage en période critique dans le cerveau humain adulte ». Cependant, aucun adulte n'a jamais été documenté comme ayant acquis une capacité d'écoute absolue, parce que tous les adultes qui ont été formellement testés après une formation à la PA n'ont pas réussi à démontrer « un niveau de précision non qualifié […] comparable à celui des possesseurs d'AP ».